# Negovski Vrh
Negovski Vrh este o localitate din comuna Benedikt, Slovenia.